# Susret klapa Pismo moja
Susret klapa Pismo moja je klapski susret festivalske naravi koji se održava u hrvatskom gradu Imotskom.
Održava se od 2008. godine.

## Sudionici i sudionice
- 2008.:[1]

- muške klape: Biograd (Biograd), Pakoštane (Pakoštane), Garbin (Makarska), Proložac (Proložac), Bratovština Sv. Stjepana (Gorica, BiH)
- ženske klape: Neviste (Imotski), Senjkinje (Senj), Mendula (Kaštela), Burin (Biograd), Mela (Biograd), Sv. Jelena (Dugopolje)
- mješovite klape:

- 2009.:

- muške klape: Cambi (Split), Garbin (Makarska), Pasika (Kostanje), Proložac (Proložac), Bratovština Sv. Stjepana (Gorica, BiH)
- ženske klape: Neviste (Imotski), Fjoret (Makarska), Midula (Okruk Gornji), Trebižat (Trebižat)
- mješovite klape:

Festival se održao 9. svibnja 2009. godine. Organizirala ga je ženska klapa Neviste i Kulturna udruga Pismo moja iz Imotskog.
- 2010.:

- muške klape: Sinj, Solin, Pasika (Kostanje), Sv. Mihovil (Proložac), Bratovština Sv. Stjepana (Gorica, BiH)
- ženske klape: Neviste (Imotski), Ardura (Split), Štorija (Kaštela), Fjoret (Makarska), Mindula (Čiovo),
- mješovite klape: klapa Miracool (Split)

Festival se održao 30. travnja 2010. godine. Organizirala ga je ženska klapa Neviste i Kulturna udruga Pismo moja iz Imotskog.

## Vanjske poveznice
- Hrvatska udruga klapa[neaktivna poveznica] Pismo moja, Imotski